# Benoit Mbala
Benoit Mendzana Mbala (Yaundé, 13 de julio de 1995), conocido como Ben Mbala, es un baloncestista camerunés que pertenece a la plantilla del Champagne Basket de la Pro B francesa. Con una altura de 1,98 metros, su posición habitual es la de pívot, pudiendo también actuar como ala-pívot.

## Trayectoria
Comenzó a practicar fútbol en el instituto Ndi Samba de su ciudad natal, Yaundé. A la edad de 13 años empezó a jugar a baloncesto y participó en un campus internacional organizado por el jugador de la NBA Luc Mbah a Moute, donde destacó. Ello le permitió ser seleccionado para participar en el torneo Basketball Without Borders de Johannesburgo en 2011, en el que fue elegido MVP.
Un problema con su visado le impidió viajar a Estados Unidos para ingresar en la universidad, pero fue invitado a hacerlo en la Southwestern University de Manila (Filipinas). Allí lideró a su equipo para logar la cuarta plaza del campeonato nacional universitario, siendo transferido en 2013 a la Universidad de La Salle, donde permaneció hasta 2017.
Comenzó su carrera profesional en la temporada 2017/18 en las filas del Fuerza Regia, club con el que participó en la liga mexicana y disputó tres encuentros de la Liga de las Américas, en los que promedió 11.6 puntos y 6 rebotes. En enero de 2018 abandonó el club para fichar por el Chorale Roanne Basket de la Pro B (segunda división) francesa, donde completa la temporada participando en 25 partidos en los que registró una media de 11.6 puntos y 5.6 rebotes.
Inició la campaña 2018/19 en Corea del Sur jugando para los Seoul Samsung Thunders. Tras disputar 13 encuentros en los que promedió 23.9 puntos y 9.7 rebotes, regresó a Francia para fichar por el Aix Maurienne Savoie, club de la Pro-B. Allí finaliza la temporada con medias de 15.2 puntos y 7.2 rebotes.
En 2019/20 firma con el CSP Limoges y disputa 17 partidos de la Jeep Elite, la máxima competición francesa, en los que registra 4.2 puntos y 2.7 rebotes. También disputa 7 encuentros de la Eurocup, con menor protagonismo. El acaecimiento de la pandemia de coronavirus provocó la suspensión prematura de las competiciones.
Comienza la temporada 2020/21 con el CSP Limoges, participando en 8 partidos de liga y en 4 de la Basketball Champions League. En enero de 2021 rescinde su contrato y regresa al Aix Maurienne Savoie, de nuevo en la Pro-B, finalizando la temporada con medias de 11 puntos y 4.7 rebotes.
El 21 de septiembre de 2021, firma por el Cáceres Patrimonio de la Humanidad para disputar la temporada 2021/22 en la Liga LEB Oro española. En los 38 partidos que disputó, promedió 12.9 puntos y 5.7 rebotes, fue el jugador más valorado del equipo y su contribución fue decisiva para alcanzar los Playoffs de ascenso.
En la temporada 2022/23 firmó por una temporada por el OGM Ormanspor de la TBL, el segundo nivel del baloncesto turco, finalizando con medias de 16.6 puntos y 6.5 rebotes.

## Internacionalidad
Es internacional absoluto con la selección de Camerún, con la que disputó la fase de clasificación para el AfroBasket 2021 logrando unos promedios de 12.4 puntos y 7.6 rebotes.